# Campionati mondiali di skeleton 2020
I Campionati mondiali di skeleton 2020 sono stati la ventottesima edizione della rassegna iridata dello skeleton, manifestazione organizzata negli anni non olimpici dalla Federazione Internazionale di Bob e Skeleton; si sono tenuti dal 28 febbraio al 1º marzo 2020 ad Altenberg, in Germania, sulla pista ENSO-Eiskanal Altenberg, la stessa sulla quale si svolsero le rassegne iridate del 1994, del 1999 e del 2008. Furono disputate gare in tre differenti specialità: nel singolo donne, nel singolo uomini e nella gara a squadre; la località della Sassonia ha quindi ospitato le competizioni iridate per la quarta volta nel singolo femminile e maschile e per la prima volta nella neonata gara a squadre; quest'ultima specialità sino all'edizione di Whistler 2019 comprendeva anche gli atleti e le atlete del bob ma tale formato è stato abolito a partire da questa rassegna e sostituito con una gara a squadre miste riservata ai soli skeletonisti. Anche questa edizione dei mondiali, come ormai da prassi iniziata nella rassegna di Schönau am Königssee 2004, si è svolta contestualmente a quella di bob.
Dominatrice del medagliere è stata la squadra tedesca, capace di aggiudicarsi tutti e tre i titoli in palio e cinque medaglie sulle nove a disposizione in totale. Le vittorie sono state conquistate nel singolo femminile da Tina Hermann, la quale divenne la prima atleta a vincere tre titoli mondiali, aggiungendo questo ai successi ottenuti nelle edizioni del 2016 e del 2019 e sopravanzando quindi la connazionale Marion Thees e la svizzera Maya Pedersen, detentrici di due titoli; nel singolo uomini vi fu inoltre un podio tutto tedesco con Christopher Grotheer che vinse il suo primo alloro iridato. Nella neonata gara a squadre il primo titolo è andato alla coppia composta da Jacqueline Lölling e Alexander Gassner, già medaglia d'argento nel singolo e unico atleta ad essere salito per due volte sul podio.

## Calendario
| Campionati mondiali di skeleton 2020 | Campionati mondiali di skeleton 2020 | Campionati mondiali di skeleton 2020 | Campionati mondiali di skeleton 2020 | Campionati mondiali di skeleton 2020 | Campionati mondiali di skeleton 2020 | Campionati mondiali di skeleton 2020 |
| Febbraio '20                         | 27                                   | 28                                   | 29                                   | Marzo '20                            | 1º                                   | Totale                               |
| ------------------------------------ | ------------------------------------ | ------------------------------------ | ------------------------------------ | ------------------------------------ | ------------------------------------ | ------------------------------------ |
| Uomini                               | Singolo (1ª e 2ª manche)             | Singolo (3ª e 4ª manche)             |                                      |                                      |                                      | 1                                    |
| Donne                                |                                      | Singolo (1ª e 2ª manche)             | Singolo (3ª e 4ª manche)             |                                      |                                      | 1                                    |
| Misto                                |                                      |                                      |                                      |                                      | Gara a squadre                       | 1                                    |
| Totale                               |                                      | 1                                    | 1                                    |                                      | 1                                    | 3                                    |

## Risultati

### Singolo donne

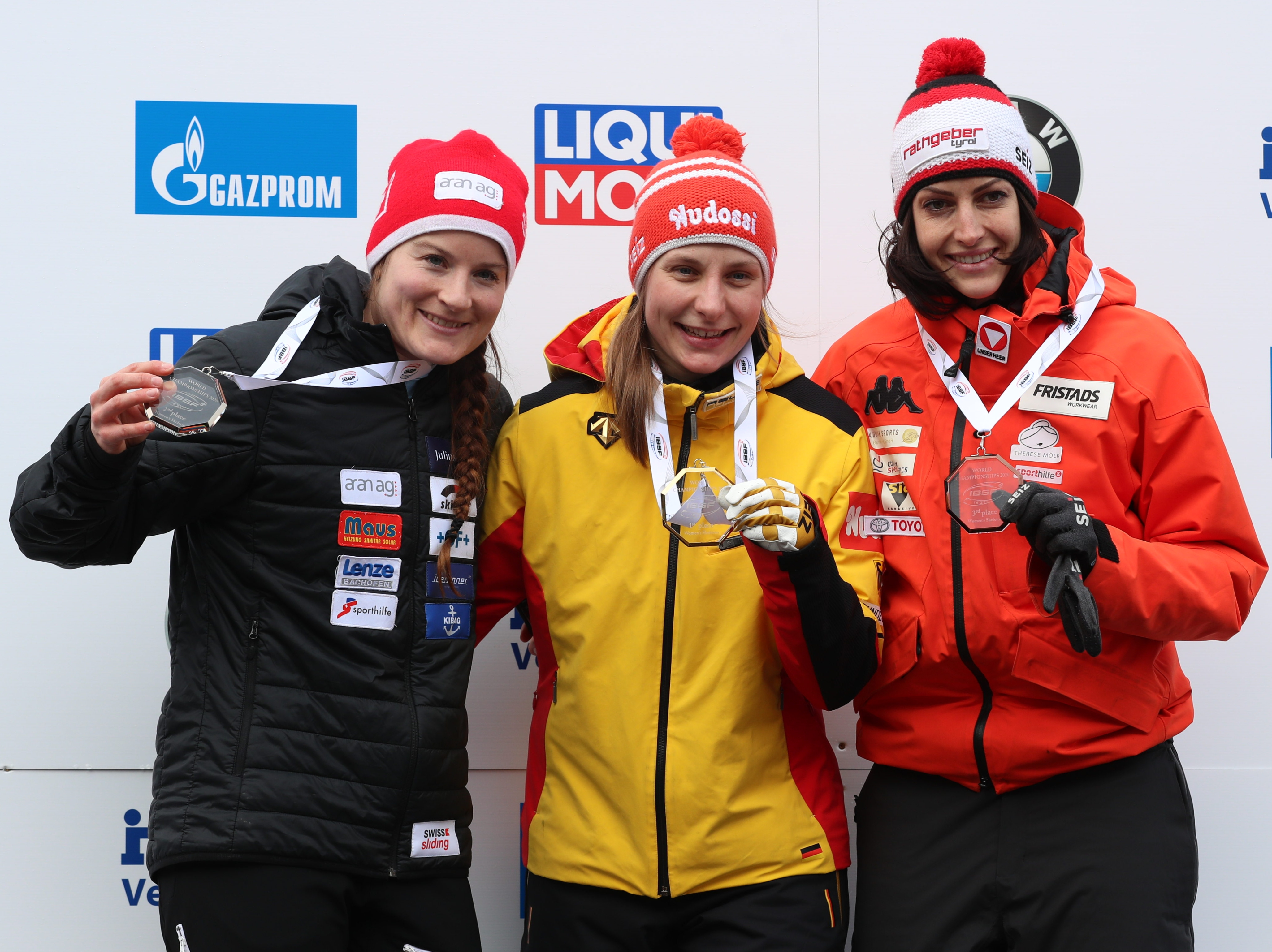
Il podio del singolo femminile: da sinistra Marina Gilardoni (argento), Tina Hermann (oro) e Janine Flock (bronzo)

La gara si è disputata il 28 e il 29 febbraio 2020 nell'arco di quattro manches e hanno preso parte alla competizione 28 atlete in rappresentanza di 17 differenti nazioni; campionessa uscente era la tedesca Tina Hermann, che ha confermato titolo anche in questa edizione, stabilendo il primato della pista nell'ultima discesa e divenendo la prima skeletonista della storia ad essersi aggiudicata tre titoli mondiali, aggiungendo questo a quelli conquistati nelle edizioni di Igls 2016 e Whistler 2019 e sopravanzando quindi la connazionale Marion Thees e la svizzera Maya Pedersen, entrambe ferme a quota due; la medaglia d'argento è stata invece vinta dalla svizzera Marina Gilardoni, in testa alla gara al termine della terza manche e per la prima volta a medaglia ai mondiali, mentre quella di bronzo è andata all'austriaca Janine Flock, al suo secondo podio iridato nel singolo dopo l'argento colto a Igls 2016 sempre dietro a Tina Hermann.
| Pos. | Atlete             | Nazione     | 1ª manche | 2ª manche | 3ª manche | 4ª manche  | Totale  | Distacco |
| ---- | ------------------ | ----------- | --------- | --------- | --------- | ---------- | ------- | -------- |
|      | Tina Hermann       | Germania    | 59"52     | 58"94     | 58"29     | 57"77 (TR) | 3'54"52 | –        |
|      | Marina Gilardoni   | Svizzera    | 58"96     | 58"87     | 58"26     | 58"65      | 3'54"74 | +0"22    |
|      | Janine Flock       | Austria     | 59"50     | 59"43     | 58"11     | 58"69      | 3'55"73 | +1"21    |
| 4    | Jacqueline Lölling | Germania    | 59"66     | 59"28     | 58"38     | 58"59      | 3'55"91 | +1"39    |
| 5    | Elena Nikitina     | Russia      | 59"27     | 59"33     | 58"93     | 58"49      | 3'56"02 | +1"50    |
| 6    | Sophia Griebel     | Germania    | 59"65     | 59"72     | 58"66     | 58"36      | 3'56"39 | +1"87    |
| 7    | Anna Fernstaedtová | Rep. Ceca   | 59"66     | 59"68     | 58"88     | 58"28      | 3'56"50 | +1"98    |
| 8    | Jane Channell      | Canada      | 59"36     | 1'00"50   | 59"30     | 58"45      | 3'57"61 | +3"09    |
| 9    | Kim Meylemans      | Belgio      | 1'00"44   | 59"82     | 59"07     | 58"69      | 3'58"02 | +3"50    |
| 10   | Kendall Wesenberg  | Stati Uniti | 1'00"14   | 59"96     | 59"61     | 58"93      | 3'58"64 | +4"12    |

Nota: in grassetto il miglior tempo di manche. TR = record del tracciato (track record)

### Singolo uomini

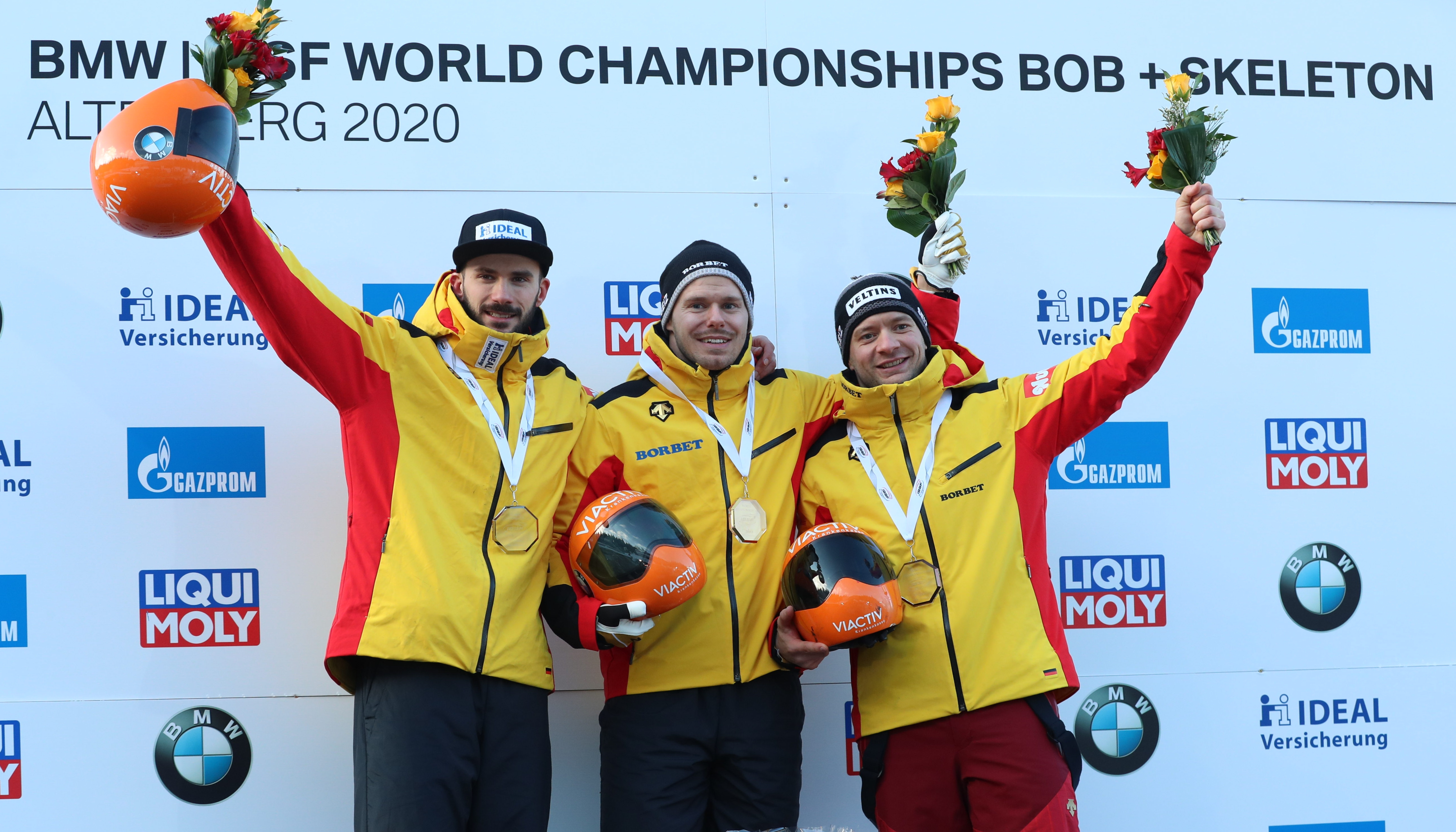
Il podio del singolo maschile: da sinistra Axel Jungk (argento), Christopher Grotheer (oro) e Alexander Gassner (bronzo)

La gara si è disputata il 27 e il 28 febbraio 2020 nell'arco di quattro manches e hanno preso parte alla competizione 32 atleti in rappresentanza di 15 differenti nazioni; campione uscente, nonché vincitore degli ultimi quattro titoli, era il lettone Martins Dukurs, che giunse in quarta posizione in questa edizione, e il titolo è stato vinto dal tedesco Christopher Grotheer, alla sua prima medaglia iridata individuale, il quale riportò la medaglia d'oro alla Germania a distanza 20 anni dall'ultimo alloro tedesco, ottenuto nel 2000 da Andy Böhme; la medaglia d'argento è andata al connazionale Axel Jungk, che fu già secondo nel singolo a Schönau am Königssee 2017, mentre il bronzo è stato vinto dall'altro tedesco Alexander Gassner, anch'egli per la prima volta su un podio mondiale individuale.
| Pos. | Atleti               | Nazione       | 1ª manche | 2ª manche | 3ª manche | 4ª manche | Totale  | Distacco |
| ---- | -------------------- | ------------- | --------- | --------- | --------- | --------- | ------- | -------- |
|      | Christopher Grotheer | Germania      | 56"17     | 55"86     | 56"56     | 56"22     | 3'44"81 | –        |
|      | Axel Jungk           | Germania      | 56"15     | 56"23     | 56"41     | 56"04     | 3'44"83 | +0"02    |
|      | Alexander Gassner    | Germania      | 56"21     | 55"91     | 56"54     | 56"20     | 3'44"86 | +0"05    |
| 4    | Martins Dukurs       | Lettonia      | 56"30     | 56"25     | 56"77     | 56"06     | 3'45"38 | +0"57    |
| 5    | Felix Keisinger      | Germania      | 56"66     | 56"35     | 56"46     | 56"14     | 3'45"61 | +0"80    |
| 6    | Yun Sung-bin         | Corea del Sud | 56"47     | 56"45     | 56"66     | 56"33     | 3'45"91 | +1"10    |
| 7    | Tomass Dukurs        | Lettonia      | 56"75     | 56"34     | 56"88     | 56"66     | 3'46"63 | +1"82    |
| 8    | Aleksandr Tret'jakov | Russia        | 57"00     | 56"31     | 56"77     | 56"85     | 3'46"93 | +2"12    |
| 9    | Nikita Tregubov      | Russia        | 56"90     | 56"49     | 57"18     | 56"51     | 3'47"08 | +2"27    |
| 10   | Marcus Wyatt         | Gran Bretagna | 57"03     | 56"91     | 56"84     | 56"37     | 3'47"15 | +2"34    |

Nota: in grassetto il miglior tempo di manche.

### Gara a squadre

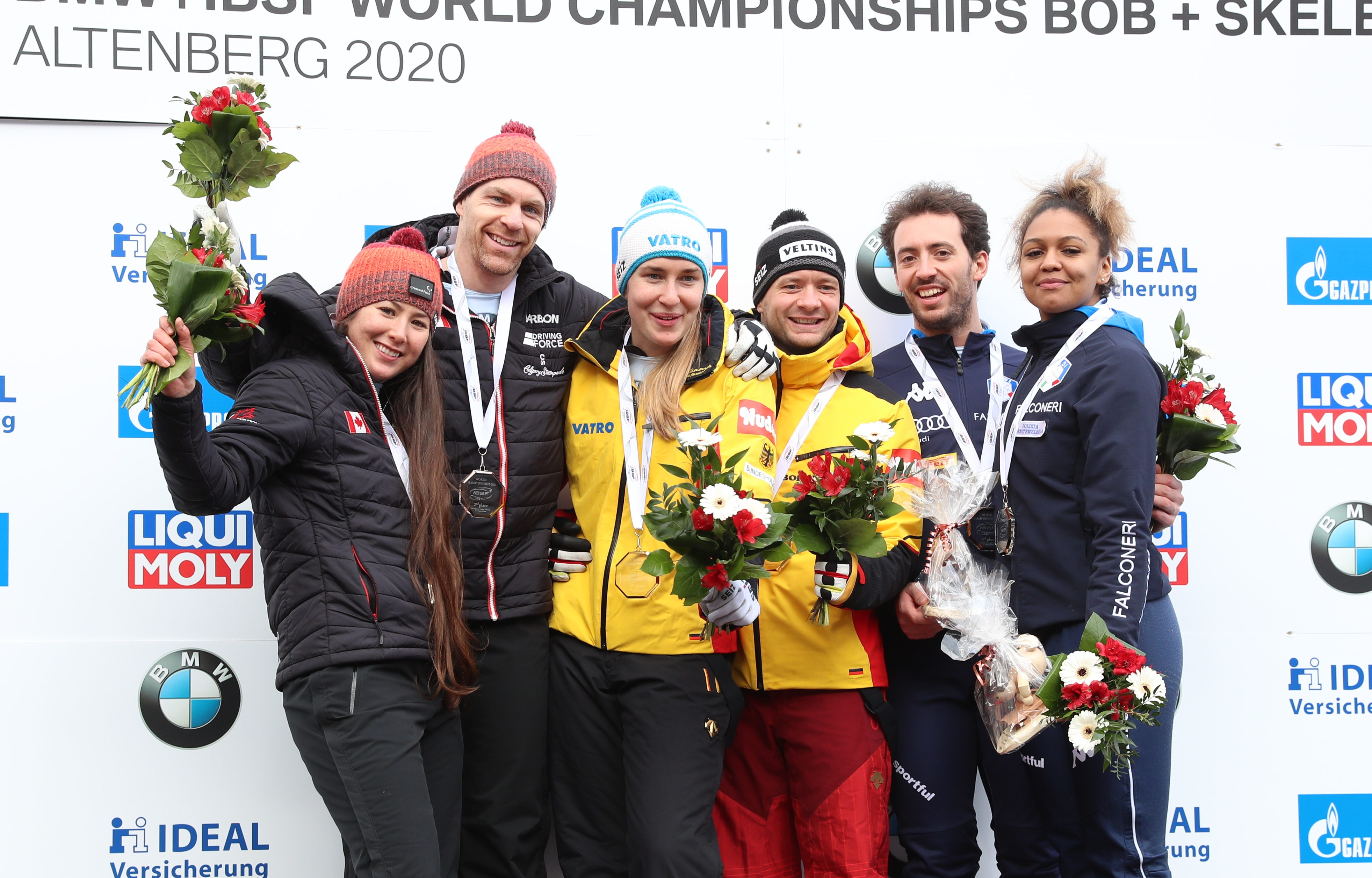
Il podio della gara a squadre: da sinistra Jane Channell e David Greszczyszyn (Canada-2, argento), Jacqueline Lölling e Alexander Gassner (Germania 2, oro), Mattia Gaspari e Valentina Margaglio (Italia 2, bronzo)

La gara, il cui formato a partire da questa edizione non comprendeva più gli atleti del bob, si è disputata il 1º marzo 2020 e ogni squadra nazionale ha potuto prendere parte alla competizione con al massimo due formazioni; nello specifico la prova ha visto la partenza di una skeletonista e di uno skeletonista per ognuna delle 15 coppie rappresentanti 9 differenti nazioni, che hanno gareggiato ciascuno in una singola manche; la somma totale dei tempi così ottenuti ha laureato campione la squadra tedesca di Jacqueline Lölling e Alexander Gassner, con Lölling vincitrice anche nel 2017 e Gassner bronzo nella stessa edizione con il vecchio formato di gara; la medaglia d'argento è andata alla compagine canadese composta da Jane Channell e David Greszczyszyn, con Greszczyszyn a bissare il secondo posto ottenuto nella precedente edizione, mentre il bronzo è stato vinto dal binomio italiano costituito da Valentina Margaglio e Mattia Gaspari, che regalarono all'Italia la prima medaglia mondiale in assoluto nello skeleton.
| Pos. | Squadra          | Atlete/i                             | Frazione femminile | Frazione maschile | Totale  | Distacco |
| ---- | ---------------- | ------------------------------------ | ------------------ | ----------------- | ------- | -------- |
|      | Germania-II      | Jacqueline Lölling Alexander Gassner | 58"55              | 56"84             | 1'55"39 | –        |
|      | Canada-II        | Jane Channell David Greszczyszyn     | 57"99              | 57"41             | 1'55"40 | +0"01    |
|      | Italia-II        | Valentina Margaglio Mattia Gaspari   | 58"40              | 57"42             | 1'55"52 | +0"43    |
| 4    | Gran Bretagna-II | Madelaine Smith Matt Weston          | 59"04              | 56"81             | 1'55"85 | +0"46    |
| 5    | Germania-I       | Tina Hermann Christopher Grotheer    | 59"01              | 57"07             | 1'56"08 | +0"69    |
| 6    | Cina-I           | Lin Huiyang Yan Wengang              | 59"25              | 56"85             | 1'56"10 | +0"71    |
| 7    | Stati Uniti      | Kendall Wesenberg Austin Florian     | 59"19              | 56"97             | 1'56"16 | +0"77    |
| 8    | Svizzera         | Marina Gilardoni Basil Sieber        | 58"11              | 58"09             | 1'56"20 | +0"81    |
| 9    | Russia-II        | Julija Kanakina Nikita Tregubov      | 59"59              | 56"95             | 1'56"54 | +1"15    |
| 10   | Canada-I         | Mirela Rahneva Kevin Boyer           | 59"23              | 57"52             | 1'56"75 | +1"36    |

Nota: in grassetto il miglior tempo di frazione.

## Medagliere
| Pos.   | Nazione  | Oro | Argento | Bronzo | Totale |
| ------ | -------- | --- | ------- | ------ | ------ |
| 1      | Germania | 3   | 1       | 1      | 5      |
| 2      | Canada   | 0   | 1       | 0      | 1      |
| 2      | Svizzera | 0   | 1       | 0      | 1      |
| 4      | Austria  | 0   | 0       | 1      | 1      |
| 4      | Italia   | 0   | 0       | 1      | 1      |
| Totale | Totale   | 3   | 3       | 3      | 9      |